# 大学排水
大学排水（だいがくはいすい）は、北海道長沼町にある人工河川。千歳川に注ぐ。
合流点近くには北海道道967号馬追原野北信濃線の「大学橋」が架けられており、橋のたもとには「大学橋記念公園」がある。

## 歴史
昭和時代の初めころまで、長沼町と千歳市の境には長都沼（おさつぬま）があり、その周辺は低地であった。そのため大雨が降ると、沼は氾濫して付近一帯の田畑を水浸しにしてしまい、農民たちを悩ませていた。水害対策として考えられたのが、余剰な水を千歳川へ排出する流路である。
また、北海道庁長官の戸塚九一郎は、運河を造成することで、日本海側の石狩川河口から太平洋側の勇払川河口までを巨大水路で結ぶという壮大な構想を抱いており、海軍もこれに注目していた。目的こそ異なるが、水路の建設という点で、戸塚の計画は農民たちの希望と一致していた。
一方、日中戦争が長期化していた当時の日本では、まだ徴兵を免除されていた学生たちが、国家に尽くす機会を求めて学生義勇軍を結成し、各地で勤労奉仕に従事するという運動を起こしていた。彼らの話を聞きつけた地元農民代表の宮北三七郎は、義勇軍誘致のため単身で道庁に赴いて土地改良課長と直談判し、「かまども家も提供する」という約束をして了承を得た。こうして太平洋戦争が始まる直前の1941年（昭和16年）7月、日本各地から集まった約280名の大学生が島松駅経由で現地入りした。
学生義勇軍の目標は長都沼と千歳川を結ぶ、幅20メートル、長さ1.2キロメートルの排水路の掘削である。彼らは宮北宅の倉庫や小屋に宿泊しながら作業に当たったが、重機などない時代ゆえに、自らの腕でスコップを振るわねばならなかった。3週間をかけて、掘削できたのは500メートルだった。
その後、日本の戦況の悪化に伴い、この工事に参加した学生たちの多くが戦地へと向かうことになった。戦場で命を散らし、帰らなかった者も少なくない。排水路は戦後になってから、残りの工事を引き継いだ北海道によって完成したが、その名はいつしか「大学排水」と呼ばれるようになった。
最終的に長都沼の干拓は成功した。だが、石狩・勇払運河構想は陸上交通網の発展とともに訴求性を失って立ち消えとなり、この大学排水が唯一の実現した事業となった。
大学橋記念公園には、「学生義勇軍流汗の跡」碑が建つ。

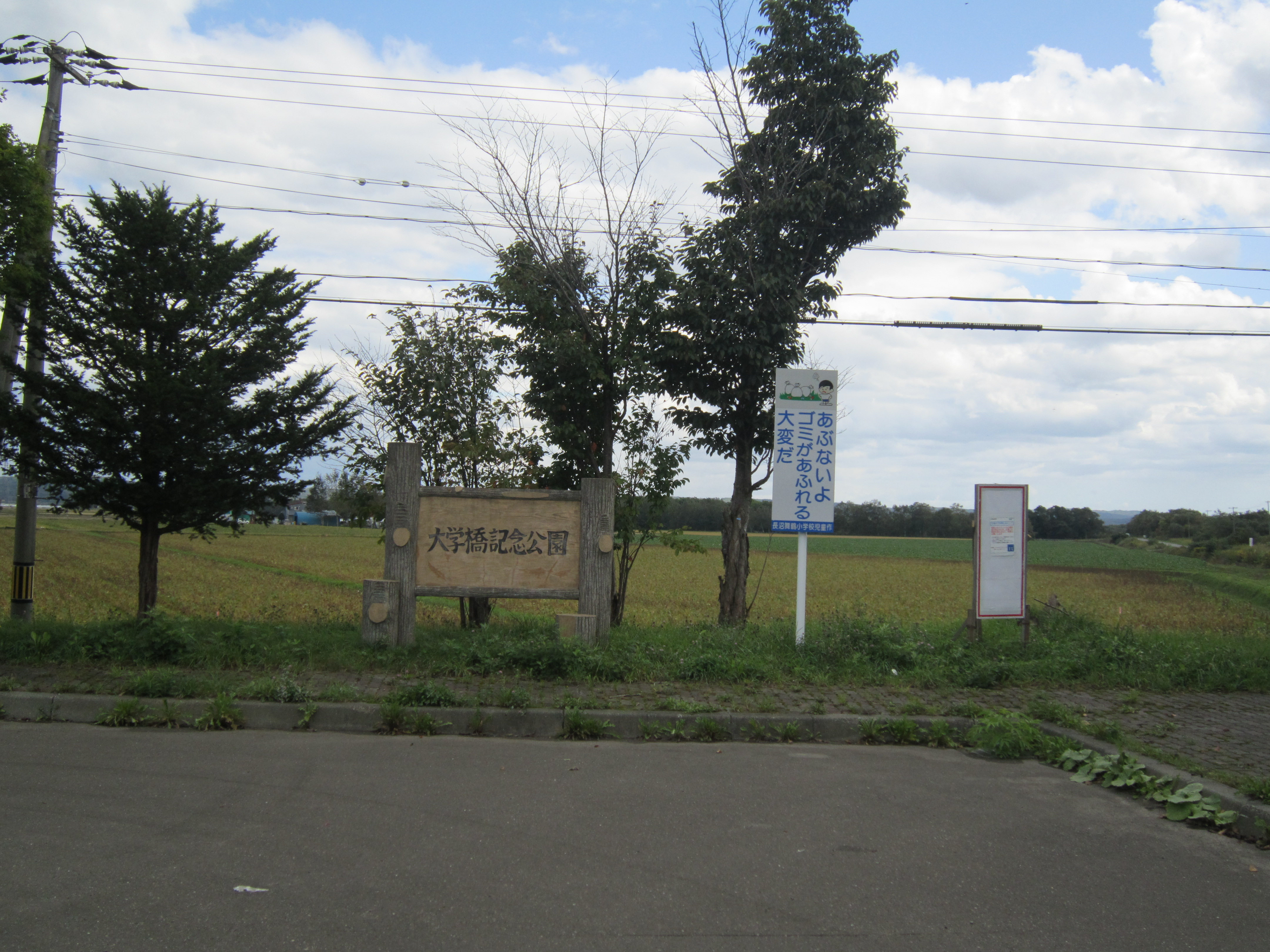
大学橋記念公園
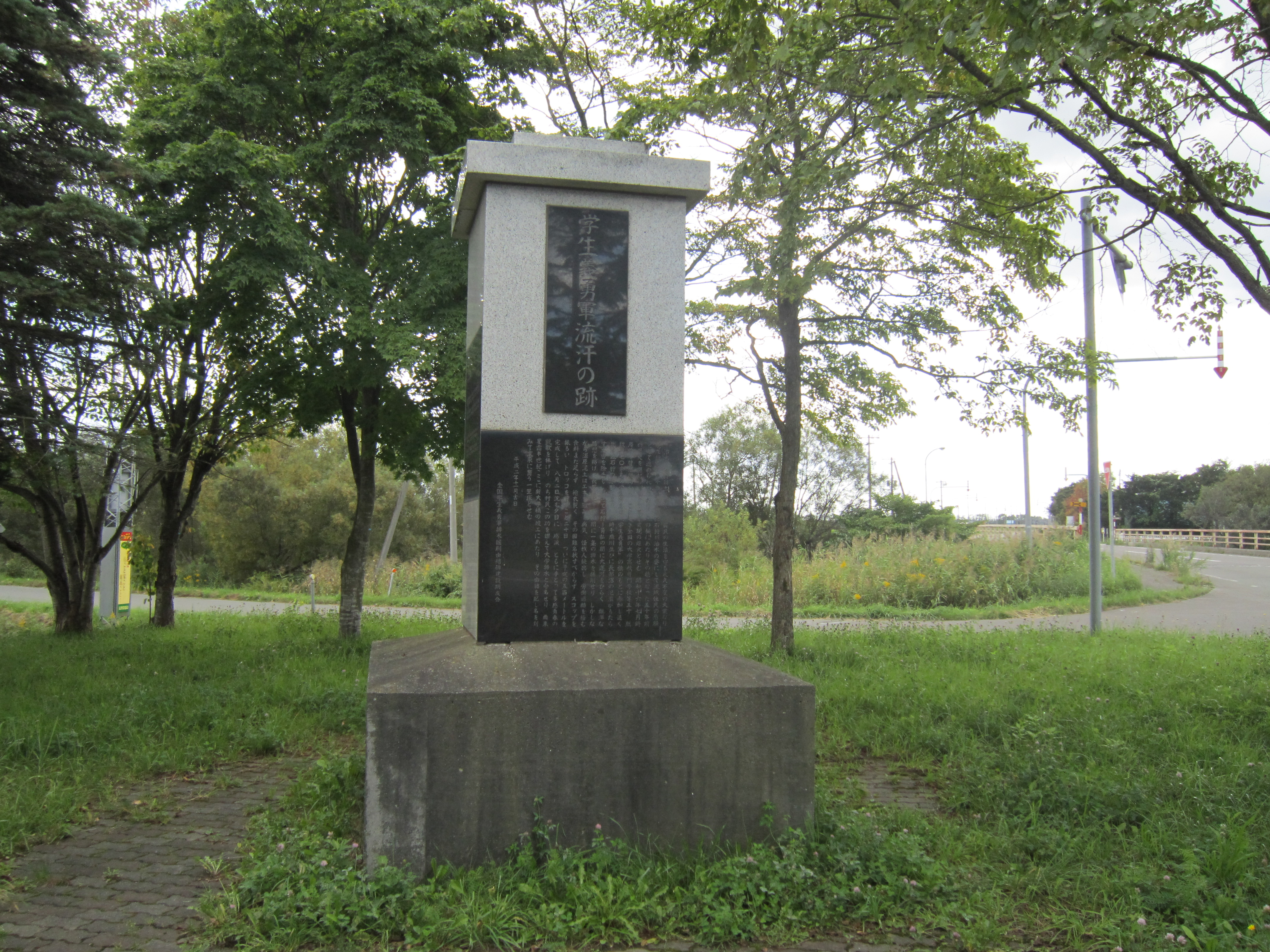
学生義勇軍流汗の跡